# Samuel Sánchez
Pour les articles homonymes, voir Sánchez.
Sánchez  Gonzalez est un nom espagnol. Le premier nom de famille, en général paternel, est Sánchez ; le second, en général maternel, souvent omis, est Gonzalez.
Samuel Sánchez González, né le 5 février 1978 à Oviedo, dans les Asturies, est un coureur cycliste espagnol. Il fait ses débuts professionnels en 2000 au sein de l'équipe espagnole Euskaltel-Euskadi dont il est membre jusqu'à sa disparition en 2013. Il rejoint l'équipe BMC Racing en 2014.  Excellent grimpeur, il est l'un des meilleurs descendeurs du peloton de son époque avec Nibali, Evans et Chavanel et ses qualités de puncheur lui permettent de remporter des sprints de groupes d'échappés. Il cible chaque saison deux types d'objectifs et connaît ainsi deux pics de forme: Tour du Pays basque et les classiques ardennaises en avril puis Tour d'Espagne et le Tour de Lombardie en septembre-octobre. Il est notamment devenu champion olympique de la course en ligne 2008, ce titre lui vaut le diminutif affectueux de Samu en Espagne. Il a également remporté le Championnat de Zurich 2006 et cinq étapes du Tour d'Espagne. Il est monté deux fois sur le podium du classement général de cette épreuve (3e en 2007 et 2e en 2009), tout en ayant obtenu une deuxième place sur le Tour de France en 2010, une cinquième place en 2011 et une 6e place en 2008. Il a en outre obtenu plusieurs places d'honneur sur les classiques ardennaises, principalement Liège-Bastogne-Liège (sixième puis quatrième et plusieurs Top 10) qui lui correspond pourtant mieux athlétiquement par ses côtes que le Mur de Huy de la Flèche wallonne (deuxième en 2006, troisième en 2011). En août 2017, à 39 ans, il est contrôlé positif à une hormone de croissance et est licencié par son équipe en octobre 2017, provoquant sa fin de carrière.

## Biographie

### Jeunesse et carrière amateur
Amateur jusqu'en juniors dans le CCC Oviedo dirigé par José Manuel Fuente, il court par exemple aux côtés du rouleur Benjamín Noval jusqu'à son départ pour le Pays basque. En 1996, il intègre en effet Olarra-Ercoreca, équipe amateur qui précède celle des cycles Orbea, dirigée par Julián Gorospe. Il sera alors l'un des très rares coureurs recrutés par Euskaltel-Euskadi à ne pas avoir des origines basques : l'appartenance à cette section amateur d'Olarra lui confère la qualité d'être formé par des Basques et donc de pouvoir être recruté par Euskaltel-Euskadi. Chez les amateurs, il est constamment opposé au niveau national à Alejandro Valverde et Joaquim Rodríguez sur un même type de terrain pour grimpeurs et puncheurs. Durant cette période, il fait l'objet de deux contrôles positifs en 1997 (éphédrine) et 1998 (caféine).

### 2000-2013: Euskaltel-Euskadi

#### 2000-2004: premières saisons
Pour sa première année chez les professionnels, il obtient en 2000 une seconde place au Tro Bro Leon, se mêlant au sprint des « flandriens » Jo Planckaert et Ludovic Capelle. Il termine également cinquième du championnat d'Espagne remporté par Álvaro González de Galdeano. Durant sa seconde année, en 2001, il est blessé au genou gauche (tendinite) et marqué par le décès de sa mère. En 2002, il obtient des places d'honneur dans les courses par étapes d'une semaine : douzième de Paris-Nice en début de saison, dixième du Tour du Pays basque à domicile et toujours montagneux, enfin, quatrième du Tour de l'Algarve. Confirmant ses qualités de grimpeur, il est aussi en 2003 capable d'épauler Haimar Zubeldia, David Etxebarria et Egoï Martinez dans les contre-la-montre par équipe, la faiblesse de la formation Euskaltel-Euskadi (composée essentiellement autour et avec des grimpeurs : Iban Mayo, Roberto Laiseka, Unai Etxebarria). Il obtient en 2003 de nouveaux « top 10 » et des podiums : neuvième de Paris-Nice juste après une seconde place au Tour du Haut-Var, battu par Sylvain Chavanel, septième du Tour des Asturies, troisième du Tour du Pays basque remporté par son leader Iban Mayo devant Tyler Hamilton, il se révèle à cette occasion son meilleur et plus fidèle équipier en montagne. Enfin, il obtient une sixième place à Liège-Bastogne-Liège pour la campagne des classiques ardennaises.
Premières victoires en 2004, en fin de saison, dans l'Escalade de Montjuïc où il domine l'épreuve en enlevant la course en ligne, le contre-la-montre, et donc le classement général et le classement par points ; plus anecdotique, il remporte le classement du combiné du Tour d'Andalousie. Mais surtout il s'affirme dans une équipe dont l'effectif varie peu : ses podiums et « top 10 » commencent à lui valoir un statut de coureur à protéger pour le classement général de certaines courses alors qu'il travaille maintenant pour ses leaders sur les courses de trois semaines (Zubeldia doit emmener l'équipe à la Vuelta mais sombre en montagne). Ainsi, il termine dixième du Tour des Asturies, huitième du Tour du Pays basque, neuvième de Paris-Nice, troisième de la Bicyclette basque et de la Ruta del Sol derrière Dominguez et Garcia Quesada. Ces places d'honneurs accompagnent sa quinzième place au Tour d'Espagne à 2 min et 23 secondes de Roberto Heras, une sixième place au championnat d'Espagne et une quatrième place à Liège où il a travaillé pour son leader Iban Mayo, second derrière Tyler Hamilton.

#### 2005: victoire d'étape sur le Tour d'Espagne
Samuel Sánchez réalise une bonne fin de saison 2005 avec notamment une dixième place lors de la Classique de Saint-Sébastien mi-août à 43 secondes du vainqueur Constantino Zaballa. Il participe dans la foulée à son deuxième Tour d'Espagne. Au service de son leader Aitor González, le 9 septembre 2005, il remporte la treizième étape avec arrivée en altitude au Santuario de la Bien Aparecida (Ampuero), sa première victoire internationale au terme des six kilomètres de cette ascension de troisième catégorie, devant Óscar Pereiro et Mauricio Ardila. Ce dernier, en tête, s'est trompé de parcours sur la ligne d'arrivée. Samuel Sánchez termine sa Vuelta dixième du classement général (premier coureur d'Euskaltel-Euskadi comme l'année précédente) à plus de quinze minutes du vainqueur Denis Menchov.
Il termine ensuite cinquième du Championnat de Zurich et remporte pour la seconde année consécutive l'Escalade de Montjuïc au terme du contre-la-montre qu'il gagne.

#### 2006: la saison de la révélation
Samuel Sánchez confirme en 2006 en se révélant au plus haut niveau international par des podiums et places en ProTour : quatrième de Paris-Nice, deuxième de la Flèche wallonne, deuxième du Tour de Lombardie, quatrième des championnats du monde, septième du Tour d'Espagne.
Leader chez Euskaltel pour la Vuelta, le 8 septembre 2006, il remporte à nouveau la treizième étape sur une attaque dans la dernière descente à 8 km de l'arrivée (l'Alto del Castillo pavé et pentu du côté monté a ensuite une descente très sinueuse) : sorti d'un groupe à l'avant par une accélération depuis la première position, il maîtrise toutes les courbes avec une grande technique à 65 km/h pour porter son avantage à 10 secondes ; il résiste ensuite dans les ultimes kilomètres et le peloton vient finir dans sa roue sur la ligne d'arrivée à Cuenca (Thor Hushovd et Alejandro Valverde sont second et troisième). Consécration de ses talents de descendeur et affirmation comme leader au détriment d'Iban Mayo (bloqué dans les étapes pyrénéennes du Tour, il courra en 2007 pour Saunier Duval où il est positif deux fois cette année-là) et d'Haimar Zubeldia qui quitte l'équipe fin 2008 pour Astana après deux Vuelta terminées à plus d'une heure au classement général (Igor Antón n'a que 22 ans pour l'instant et sera leader en 2008 en l'absence de Samuel).
Il remporte sous la pluie la dernière édition élite du Championnat de Zurich, après une attaque à 15 km de l'arrivée, il conserve trente secondes sur le groupe qui l'accompagnait (Stuart O'Grady, Davide Rebellin, Michael Boogerd, Fabian Cancellara notamment).
Ces places et victoires lui valent de finir deuxième du classement individuel du ProTour derrière Alejandro Valverde.

#### 2007: podium sur le Tour d'Espagne

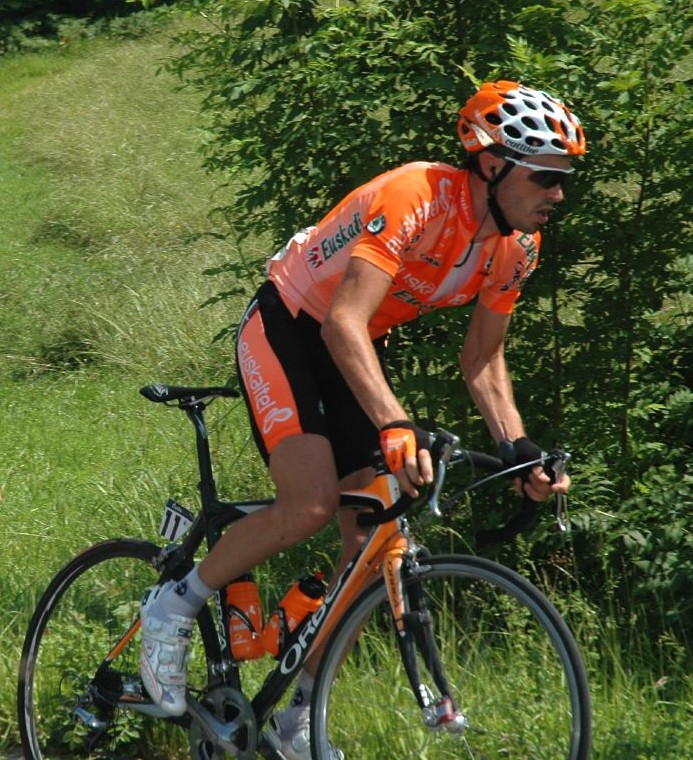
Samuel Sánchez lors de la Bicyclette basque 2007.

En 2007, Samuel Sánchez commence sa saison par une neuvième place sur Paris-Nice. Il participe notamment ensuite au Tour du Pays basque. lors de cette épreuve disputée sur les terres de son équipe, il termine second de l'avant-dernière étape seul derrière le leader de la course Juan José Cobo vainqueur détaché. Il remporte la suivante, un contre-la-montre de 14 kilomètres dans les rues de Oiartzun. Il termine troisième du classement général à un peu plus d'une minute de son compatriote Cobo qui l'emporte en dominant la course et derrière Ángel Vicioso.
Sur le Tour de Catalogne, il remporte la dernière étape Lloret de Mar-Barcelone avec arrivée en côte : sur une attaque d'Alexandre Vinokourov au pied de la bosse au-dessus de Vallvidrera, Samuel Sánchez relaie, s'accroche (Alberto Fernandez parti seul en tête dans la descente vers Barcelone est repris) ; la montée est un long sprint à deux qui s'achève par une victoire détachée cinq secondes devant Vinokourov et Denis Menchov qui arrive un peu plus loin avec le peloton explosé. Samuel Sánchez s'écroule aussitôt la ligne franchie le long des barrières comme beaucoup d'autres coureurs.
En fin de saison, il participe au Tour d'Espagne. Comme Óscar Freire, il y remporte trois étapes, toutes durant la dernière semaine alors qu'il a pris du retard dans la montée finale vers les lacs de Covadonga (17e à deux minutes et demi qui le condamnent au général). Lors de la quinzième étape entre Villacarrillo et Grenade, en contre-attaque dans le dernier col, il revient sur les hommes de tête grâce à la descente et alors que Damiano Cunego ne peut suivre, il plonge vers la ville en compagnie de Manuel Beltrán qu'il bat aisément au sprint. Il l'emporte en altitude au terme de la 19e étape entre Avila et Alto de Abantos devant Daniel Moreno et Denis Menchov à trois secondes, alors qu'il a déjà fini troisième de l'ascension finale à Arcalis (sprint à sept coureurs, devancé par Menchov et Cadel Evans). Dernière victoire enfin sur le contre-la-montre final de Collado Villalba où il couvre les 25 km en 22 minutes et 11 secondes, laissant Menchov à 12 secondes. Au classement général, il termine sur la troisième marche du podium derrière Denis Menchov (à 3 minutes 46 secondes) et Carlos Sastre.
Il s'aligne ensuite aux championnats du monde sur route avec la sélection espagnole. Il y termine septième à 8 secondes du vainqueur Paolo Bettini dans un groupe de battus partis en contre-attaque mais qui explose pour tenter de rentrer par individualités dans le dernier kilomètre. La saison s'achève par un podium au Tour de Lombardie (3e) derrière Damiano Cunego et Riccardo Riccò. Dans la descente du San Fermo, il effectue seul la poursuite jusqu'au dernier kilomètre de l'arrivée à Côme où tout le monde se regarde dans un étrange sur-place de pistards, à la fois le duo à l'avant et le groupe de poursuivants qui échoue à 100 mètres (sprint remporté aisément).
Il se classe neuvième de l'UCI ProTour.

#### 2008: champion olympique à Pékin
En 2008, il focalise sa saison sur le Tour de France. Il termine sixième du classement général à six minutes et demie de son compatriote Carlos Sastre.
Le 9 août 2008 à Pékin, la sélection espagnole pour les Jeux olympiques, qui n'a jamais obtenu de médaille en cyclisme, aligne l'une des plus fortes équipes (cinq coureurs) : par ordre de dossard (6 à 10) Alberto Contador vainqueur du Tour d'Italie en 2008, Óscar Freire spécialiste des courses en circuit (trois fois champion du monde), Samuel Sánchez, Carlos Sastre vainqueur du Tour 2008 et enfin Alejandro Valverde champion d'Espagne en titre, vainqueur de Liège-Bastogne-Liège 2008 et alors en tête du ProTour. Les conditions météorologiques sont particulières (aucun souffle de vent mais 25 °C dès le matin et surtout 94 % d'humidité) : Freire avoue dès le premier tour ne pas se sentir dans le coup et accepte de se sacrifier avec Contador qui joue lui aussi un rôle d'équipier et abandonnera également (dans le dernier tour). Derrière deux échappés, Sastre se place dans un groupe de contre pour économiser ses équipiers. Au-dessus de cinq minutes d'avance, la consigne est donnée de rouler en protégeant Valverde et Sánchez dans le final. La sélection place ses quatre coureurs restant en tête du peloton, pour revenir sur les échappés. Dans le septième et dernier tour, après la jonction, un groupe sort pour reprendre Christian Pfannberger, le peloton explose ; à l'avant les coureurs craquent les uns après les autres : restent pour se disputer la victoire Davide Rebellin, Alexandr Kolobnev et Samuel Sánchez, sur lesquels arrivent à rentrer sous l'impulsion de Fabian Cancellara, Andy Schleck et Michael Rogers. Kolobnev lance le sprint en légère descente mais est d'abord débordé sur sa gauche par Rebellin puis surtout par Sánchez le long des barrières. Celui-ci remporte ainsi d'une longueur la course en ligne des Jeux olympiques sur Rebellin et de trois sur Cancellara (Rebellin sera rapidement déclassé pour dopage : Kolobnev, absent sur le podium, est maintenant déclaré troisième au palmarès). Passé la ligne, Sánchez dit par deux fois Es justo un sueño (« juste un rêve ») puis para mí justo sueño incredible (« pour moi, juste un rêve incroyable») aux télévisions et radios internationales après l'accolade avec Alberto Contador resté près de la ligne. En pleurs sur le podium, il rentre de Pékin avec un tatouage chinois sur l'épaule droite figurant les anneaux olympiques en couleur, le lieu et la date des Jeux, il porte des anneaux olympiques en or aux oreilles et court dorénavant avec des chaussures et un casque dorés uniques de son équipementier. Orbea a souvent préparé par la suite des vélos spéciaux pour les grands tours.

#### 2009: troisième du classement mondial
Dès le mois de janvier 2009, il ressent à nouveau des douleurs tendineuses à son genou qui sont aggravées par une chute à Paris-Nice et vont retarder sa préparation du printemps. Sa rentrée est victorieuse au Grand Prix de Llodio mais les douleurs se réveillent encore. Toutefois, il finit à la deuxième place du Tour du Pays basque derrière Alberto Contador (Cadel Evans est troisième). Il y accompagne un Contador impressionnant de facilité dans les cols sur les étapes les plus difficiles : 2e de la première étape autour d'Ataun, 3e de la troisième étape à Eibar et du contre-la-montre final de Zalla (24 km) gagné sous la pluie par Marco Pinotti, ces places d'honneur lui permettent d'enlever le classement aux points. Ce classement aux points est aussi remporté au Tour des Asturies où il clôt le « top 10 » au général.
Malgré son retard en jour de course, il reste présent comme chaque année sur les classiques ardennaises : quatrième place à la Flèche wallonne et dixième à Liège-Bastogne-Liège dans le sprint des battus pour la troisième place.
Il fait l'impasse du Tour de France afin de se présenter en meilleure condition sur son tour national. Au départ d'Assen aux Pays-Bas, la direction de course de la Vuelta, lui décerne le dossard n°1 pour son titre olympique alors qu'il n'a même pas couru l'édition précédente (dossard revenant normalement à Ezequiel Mosquera en l'absence des trois premiers). Le parcours traverse l'Allemagne et la Belgique avant de rejoindre l'Espagne. Au général, il finit deuxième à 55 secondes d'Alejandro Valverde qui résiste à toutes ses attaques dans la descente du Puerto de Navacerrada (Cadel Evans est troisième). La veille de l'arrivée à Madrid, il finit à 5 secondes derrière David Millar lors du contre-la-montre de Tolède sans pouvoir bouleverser le classement général et remporter la victoire finale. IL avouera avoir laissé échapper la victoire finale dans la neuvième étape de Alcoy-Xorret de Catí où il concéda 50 secondes à Valverde dans la montée finale : il craque sur des pentes à 20 % et n'arrive, aidé par son équipier Igor Antón, que dans un troisième groupe en 16e position à 1 minute et 29 secondes du vainqueur Gustavo César Veloso.
Au Tour de Lombardie, il est à nouveau deuxième seulement devancé au sprint par Philippe Gilbert imbattable à cette période (Coppa Sabatini, Paris-Tours, Tour du Piémont et Tour de Lombardie en deux semaines).

#### 2010: podium du Tour de France

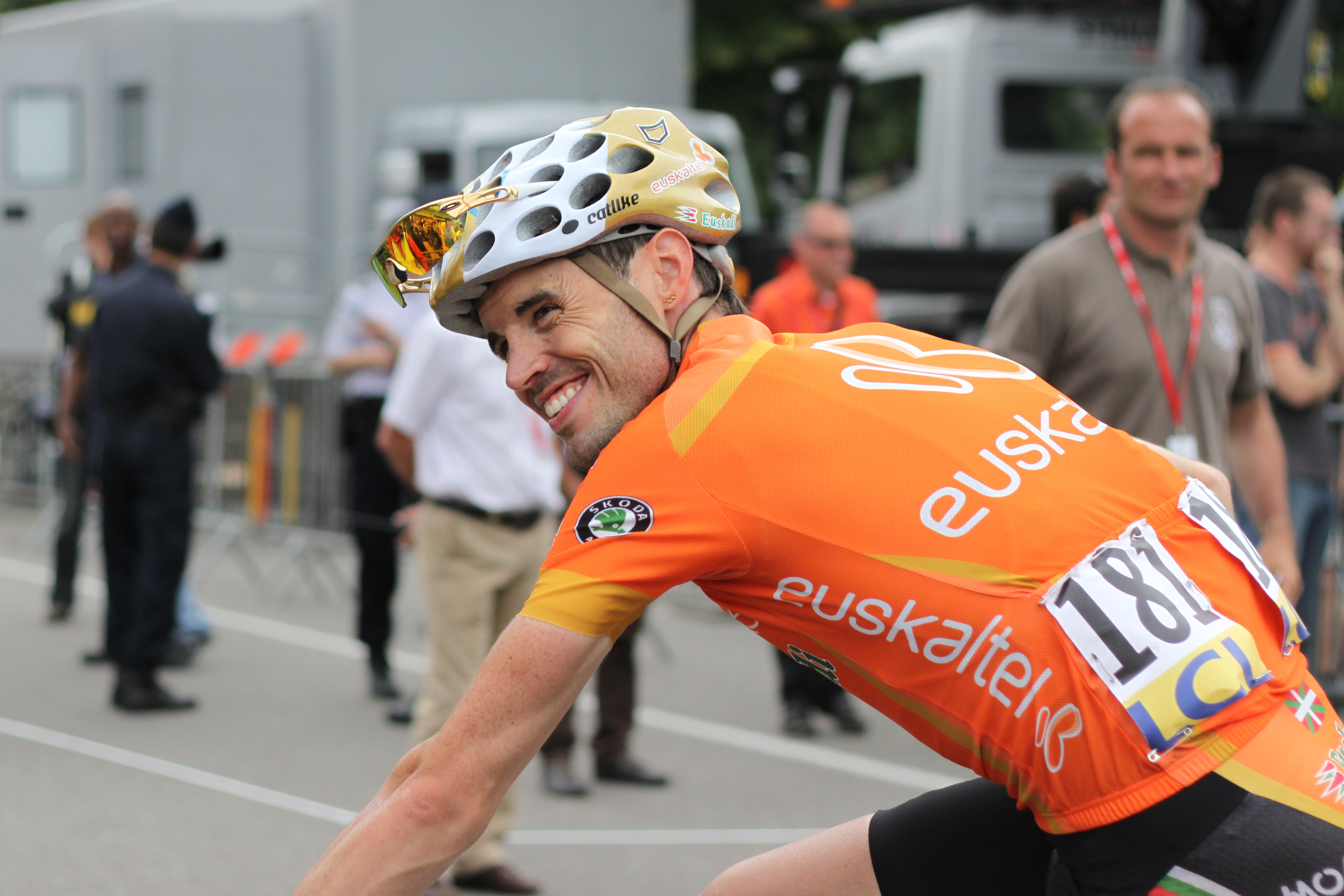
Samuel Sánchez lors du Critérium du Dauphiné 2010.

Pour mieux se préparer au Tour de France, il ne participe pas aux classiques ardennaises et fait sa rentrée seulement au Dauphiné après une 7e du Tour du Pays Basque (déclassement de Valverde) où il remporte la 4e étape Murguia Zuia-Eibar : lâchant le groupe des costauds à 3,5 km de l'arrivée au sommet d'Arrate, il revient sur Christopher Horner (aux 2 km) mais ne peut éviter le retour de Valverde sous la flamme rouge. Valverde, en seconde position, ne répond pas à son attaque aux 800 m qui condamne Horner (dans des circonstances ressemblant à une alliance de course pour les jours suivants).
Troisième du Tour de France 2010 avant le dernier contre-la-montre, il perd deux minutes lors de celui-ci sur Denis Menchov, son plus proche poursuivant qui le dépasse ainsi au classement général. Il termine donc au pied du podium à Paris, sa meilleure performance sur le Tour,. Après le déclassement d'Alberto Contador en 2011 et de Denis Menchov en 2014,  il est désormais deuxième à trois minutes derrière Andy Schleck au palmarès de l'épreuve. Par ailleurs, il termine cinquième du classement du meilleur grimpeur.
Il enchaîne par une neuvième place lors de la Classique de Saint-Sébastien en se mêlant au sprint pour la quatrième place du peloton des battus. Mais la semaine suivante au Tour de Burgos, il renoue avec la victoire sur les deux plus dures étapes. Il gagne la deuxième Burgos-Miranda de Ebro avec arrivée au sommet de l'Alto de San Juan del Monte où il prend le maillot de leader pour un jour, à égalité de temps avec José Iván Gutiérrez. Il s'impose lors de la dernière étape Vilviestre del Pinar-Lagunas de Neila grâce à un travail d'Igor Antón dans les rampes à 15 %, remportant ainsi le classement final pour une seconde devant Ezequiel Mosquera et le classement aux points. Parallèlement à ces victoires, il annonce qu'il prolonge son contrat avec l'équipe Euskaltel-Euskadi jusqu'en 2012.

#### 2011: meilleur grimpeur du Tour de France

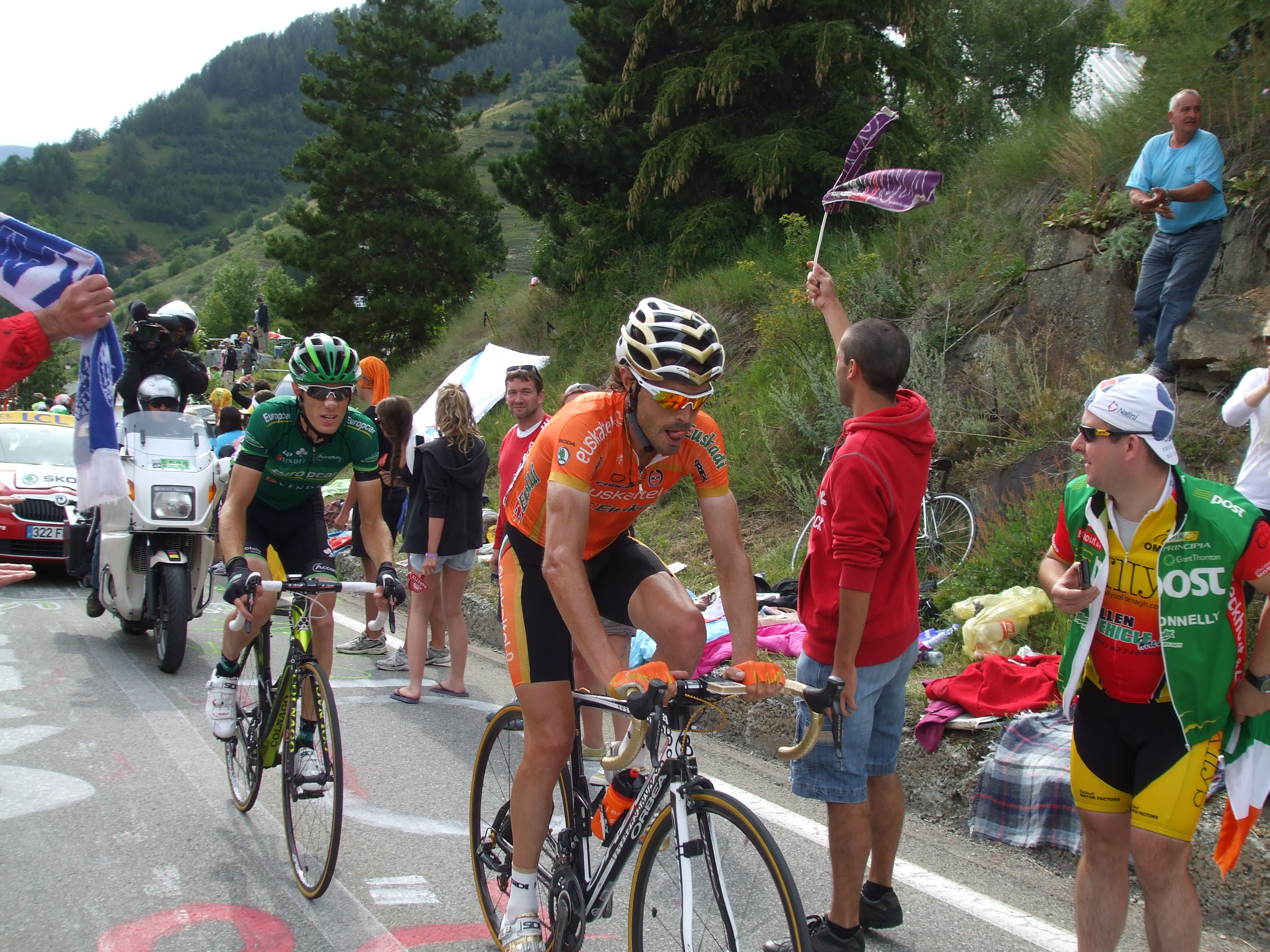
Samuel Sánchez lors de la montée de l'Alpe d'Huez sur le Tour de France 2011 au côté de Pierre Rolland.

En début de saison 2011, Samuel Sánchez s'impose lors du Grand Prix Miguel Indurain et lors de la quatrième étape du Tour du Pays basque. Il décide alors de participer au classiques ardennaises. Il finit troisième de la Flèche wallonne derrière Philippe Gilbert et Joaquim Rodríguez et dixième à Liège-Bastogne-Liège. Il prend ensuite le départ du Tour de France dans la peau d'un outsider après sa quatrième place acquise l'année précédente. Il remporte la douzième étape au sommet de Luz-Ardiden, termine cinquième du classement général du Tour, et remporte le classement de la montagne.

#### 2012: victoire au Tour du Pays basque
Vainqueur en mars 2012 de la 6e étape du Tour de Catalogne et deuxième du classement général en dépit d'une chute durant l'épreuve, Sánchez prend la tête du Tour du Pays basque à la suite de sa victoire lors de la 3e étape. Il perd la tête de l'épreuve le lendemain au profit de Joaquim Rodríguez. Victorieux du contre-la-montre final, il s'adjuge le classement général. Septième ensuite de l'Amstel Gold Race puis de Liège-Bastogne-Liège, il chute en juin durant le Critérium du Dauphiné ce qui le contraint à l'abandon.
Sánchez abandonne également le mois suivant le Tour de France en raison d'une chute survenue pendant la 8e étape. Ayant brièvement perdu connaissance et victime de fractures à une omoplate et à un métacarpe, sa participation aux Jeux olympiques pour lesquels il est sélectionné est remise en question,. Finalement forfait, il est remplacé dans la sélection espagnole par Jonathan Castroviejo. À nouveau victime d'une chute, lors de la troisième étape du Tour du Poitou-Charentes, il souffre d'une luxation acromio-claviculaire qui l'oblige à nouveau à s'arrêter dans la saison.

#### 2013: fin de l'aventure avec Euskaltel
L’équipe connait un début de saison très discret dans lequel elle ne brille que sur le Tour Down Under et ne remporte aucune victoire. Cela met Samuel Sánchez, le leader de l'équipe, sous les feux de la rampe et l'amène à s'excuser pour n'avoir pas assumé ses responsabilités avant le Tour d'Italie en mai. Pour son deuxième Giro, il se classe à trois reprises dans les quatre premiers d'étape, dont une deuxième place sur le contre-la-montre en côte de la dix-huitième étape et termine finalement à la douzième place du général (onzième après le déclassement de Mauro Santambrogio). Profitant de sa forme physique, il participe dans la foulée au Critérium du Dauphiné, où il remporte la septième étape, qui sera la seule victoire de la saison, terminant cette course à la neuvième place.
Après une pause de deux mois, il se classe huitième du Tour de Burgos. Deux semaines plus tard, il est au départ du Tour d'Espagne, qu'il termine huitième également. Après une chute au championnat du monde sur route, il met un terme à sa saison.
La situation financière difficile de l'équipe conduit à annoncer sa disparition quatre jours avant le début du Tour d'Espagne. Compte tenu de la situation, le pilote de F1 Fernando Alonso (ami personnel de Samuel Sanchez), a commencé à établir des contacts avec les propriétaires de l'équipe afin d'acheter la licence et l'empêcher de disparaître. Le 2 septembre, un accord est signé selon lequel tous les contrats valables pour 2014 et 2015 seraient respectés. Mais l'accord final n'est pas arrivé et le 23 septembre, la disparition définitive d'Euskaltel Euskadi est annoncée.
Cela laisse Samuel Sánchez dans une situation délicate pour 2014, la plupart des équipes du World Tour ayant leur recrutement terminé. De plus, avec un contrat qui le lie jusqu'en 2015, il doit négocier avec Euskaltel pour le rompre, afin d'être libre de s'engagner avec une autre formation. Le 23 décembre, il conclut un accord économique avec son ancienne équipe qui met fin au contrat, mais malgré son désir de continuer à faire une sélection dans les choix de sa future équipe, ses options sont de moins en moins nombreuses. La saison 2014 a commencé et il a continué à rechercher une équipe. Ennuyé que certaines formations qui, selon lui, n'ont même pas répondu à ses appels, le 30 janvier, il annonce à Radio Euskadi qu'il va décider de son avenir dans les 10 ou 15 jours et que s'il ne trouve pas d'équipe, il abandonnerait définitivement le cyclisme. Trois jours plus tard, l'équipe BMC Racing annonce sur son site internet que Sánchez a signé un contrat avec eux.

### 2014-2017: BMC Racing

#### 2014

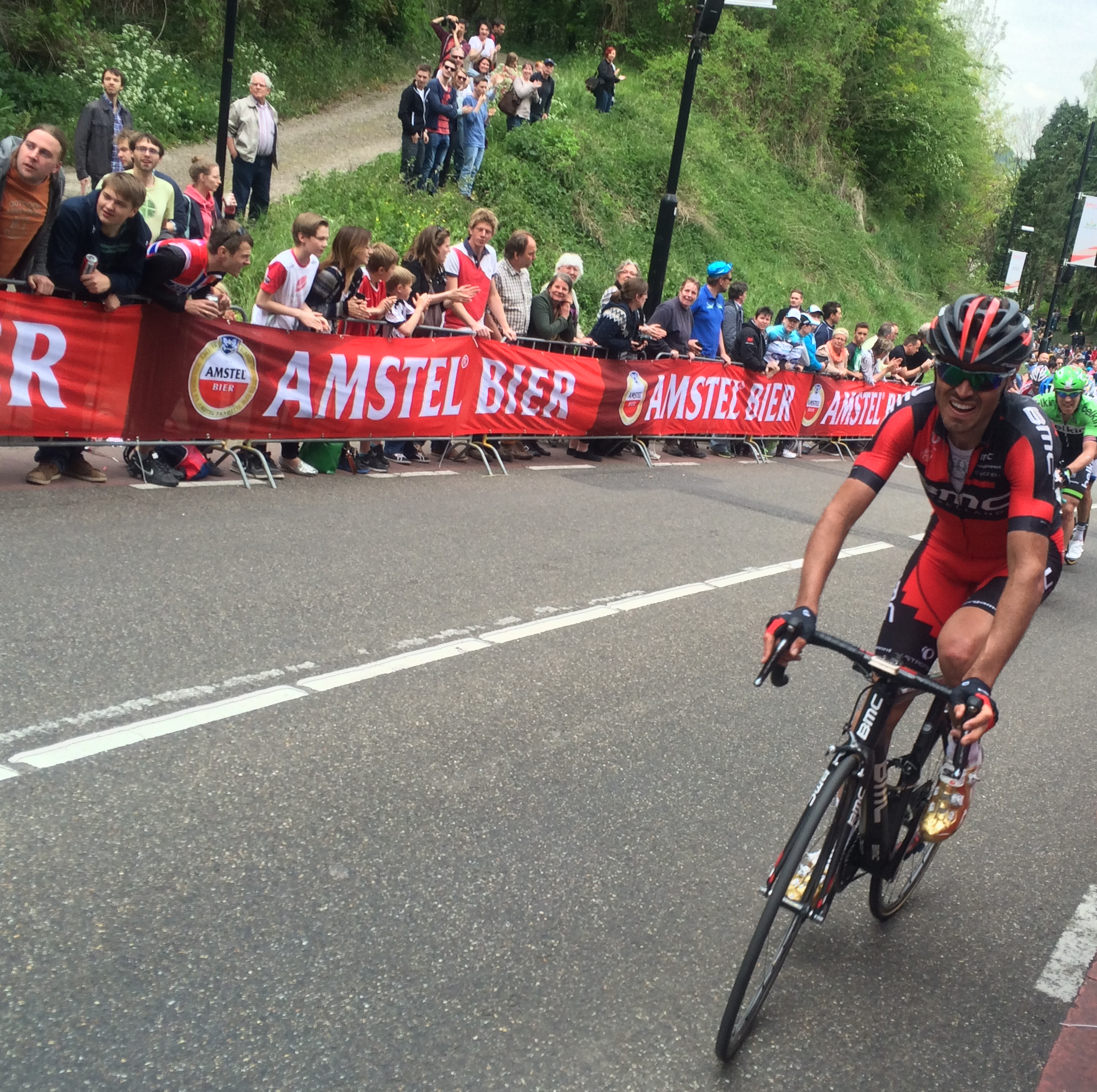
Samuel Sanchez sur la montée finale du Cauberg lors de l'Amstel Gold Race 2014.

Samuel Sánchez rejoint l'équipe BMC Racing le 19 février 2014 comme capitaine de route pour épauler Tejay van Garderen et Cadel Evans en montagne et Philippe Gilbert sur les classiques ardennaises. Il est le grand artisan de la victoire de Philippe Gilbert à l'Amstel Gold Race : son attaque puissante au pied du Cauberg, sur la droite de la route, oblige Michał Kwiatkowski et Simon Gerrans à faire l'effort pour revenir, alors que Valverde trop juste s'accroche, et à s'exposer au contre de Gilbert qui l'emporte détaché au sommet à Valkenburg. Sánchez est ensuite équipier de Cadel Evans au Tour d'Italie. Porteur du maillot rose pendant quatre jours, Evans termine huitième de ce Giro, Sánchez 24e,. En août, il est désigné leader de l'équipe BMC Racing pour le Tour d'Espagne. Il en prend la sixième place. Figurant dans la présélection pour les championnats du monde, il n'est finalement pas retenu, ce qu'il dit ne pas comprendre s'estimant en bonne forme. Il termine sa saison avec le Tour de Lombardie, dont il prend la cinquième place, et le Tour de Pékin, remporté par Philippe Gilbert, et où il se classe treizième.
Fin 2014, il annonce son intention de quitter la formation BMC Racing, en raison de désaccord sur le niveau de salaire entre l'équipe et le coureur. Finalement, malgré des contacts avec l'équipe Lampre, il trouve un accord pour une saison supplémentaire avec BMC Racing.

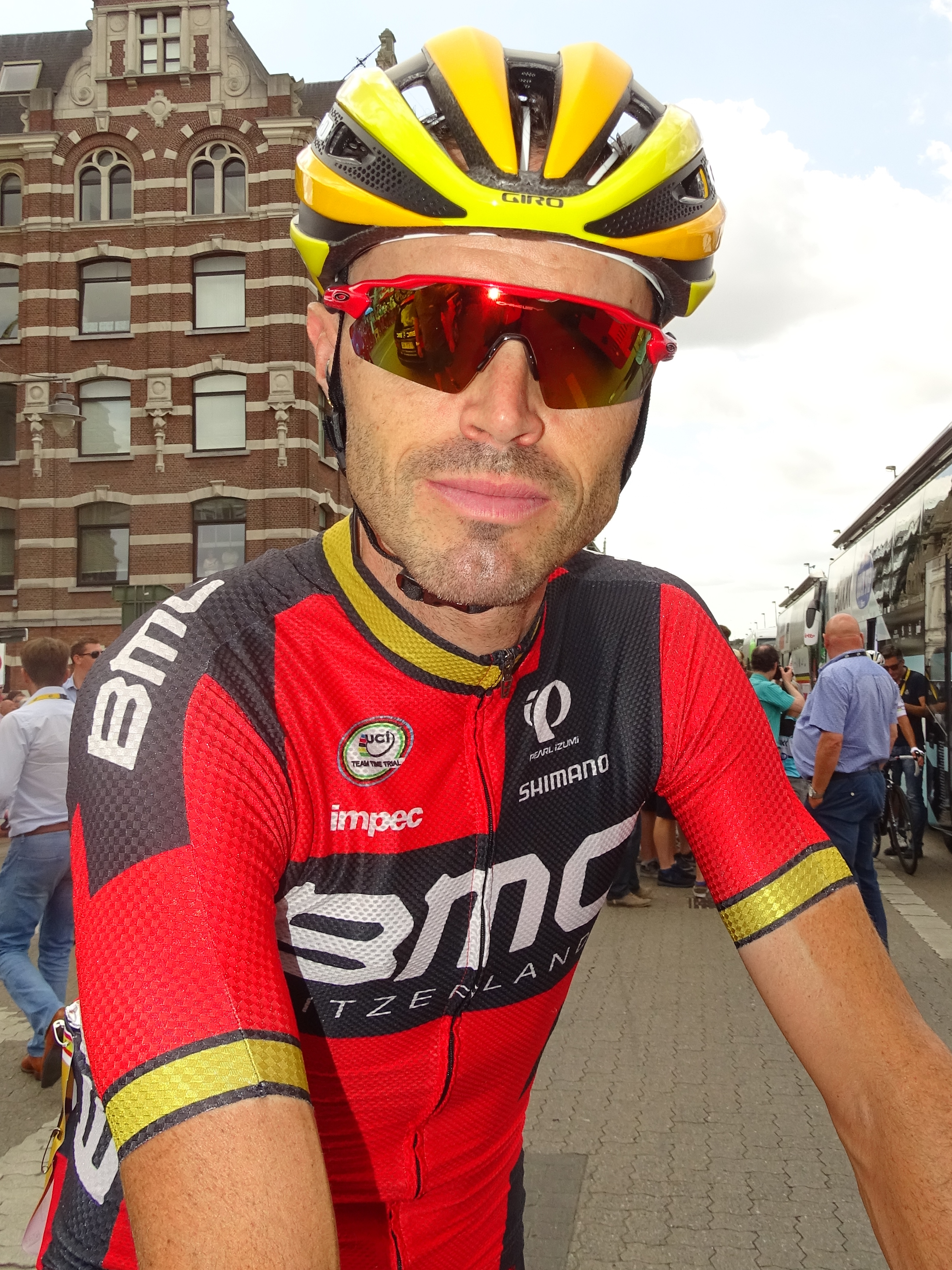
Samuel Sánchez lors du départ de la 3e étape du Tour de France 2015 à Anvers.

#### 2015-2016
En mai 2015, il prend la deuxième place du Tour de Yorkshire. En juillet, il dispute le Tour de France, en tant qu'équipier de Tejay van Garderen. Avec ses coéquipiers, il remporte la neuvième étape, disputée en contre-la-montre par équipes et termine douzième de l'épreuve.
L'année suivante en 2016, il remporte la quatrième étape du Tour du Pays basque dont il est sixième du classement général. Lors des classiques ardennaises, il est sixième de la Flèche wallonne puis quatrième de Liège-Bastogne-Liège. En septembre, alors qu'il est septième du classement du Tour d'Espagne, il chute au cours du contre-la-montre disputé à deux jours de l'arrivée. Atteint d'une luxation acromio-claviculaire droite, il ne repart pas le lendemain.

#### 2017: contrôlé positif à une hormone de croissance
Le 17 août 2017, l'UCI annonce qu'il a été contrôlé positif le 9 août à une hormone de croissance (la GHRP-2). Il est donc provisoirement suspendu et ne peut pas prendre le départ du Tour d'Espagne. L'analyse de l'échantillon B se révèle également positive et il est officiellement licencié par son équipe le 5 octobre 2017. En mai 2019, il est finalement suspendu deux ans avec effet rétroactif, soit jusqu'au 16 août 2019. L'Union cycliste internationale déclare qu'après un examen attentif des explications et preuves soumises, avoir accepté la probabilité que la violation du règlement antidopage est liée à un supplément contaminé qu'il a utilisé,. De son côté,  Samuel Sánchez s'est réjoui de la décision : « Cela démontre qu'il n'y avait pas intention, que je n'ai jamais voulu me doper. Je suis tranquille, personne ne dira que je me suis dopé de manière intentionnelle. Je peux regarder les gens dans les yeux. »

## Après carrière
Désormais, il travaille pour MMR Bikes (es), célèbre marque de vélo en Espagne, comme « ambassadeur » de la marque.

## Palmarès et classements

### Palmarès amateur
- 1997
  - 5e étape du Tour de la Bidassoa
- 1998
  - San Pedro Proba
  - Mémorial Etxaniz
- 1999
  - Torneo Lehendakari
  - Trofeo Seur
  - Insalus Saria
  - Trofeo Castillo Monjardín
  - 1re étape du Tour de la Bidassoa
  - Mémorial Etxaniz
  - 3e de la Laukizko Udala Saria
  - 3e du Premio Primavera
  - 3e du Mémorial Sabin Foruria
  - 3e du championnat d'Espagne sur route espoirs

### Palmarès professionnel
| - 2000 - 2e du Tro Bro Leon - 2003 - 2e du Tour du Haut-Var - 2e de la Klasika Primavera - 3e du Tour du Pays basque - 6e de Liège-Bastogne-Liège - 9e de Paris-Nice - 2004 - Escalade de Montjuïc : - Classement général - 1rea et 1reb (contre-la-montre) étapes - 3e du Tour d'Andalousie - 3e de la Bicyclette basque - 4e de Liège-Bastogne-Liège - 2005 - 13e étape du Tour d'Espagne - Escalade de Montjuïc : - Classement général - 1reb étape (contre-la-montre) - 2e du Tour des Asturies - 5e du Championnat de Zurich - 10e de la Classique de Saint-Sébastien - 10e du Tour d'Espagne - 2006 - 2e et 3e étapes du Tour du Pays basque - 3e étape du Tour des Asturies - 13e étape du Tour d'Espagne - Championnat de Zurich - 2e de la Flèche wallonne - 2e du Tour de Lombardie - 4e de Paris-Nice - 4e du championnat du monde sur route - 6e du Tour du Pays basque - 7e du Tour d'Espagne - 2007 - 6e étape du Tour du Pays basque (contre-la-montre) - 7e étape du Tour de Catalogne - 15e, 19e et 20e (contre-la-montre) étapes du Tour d'Espagne - 2e de l'Escalade de Montjuïc - 3e du Tour du Pays basque - 3e du Tour d'Espagne - 3e du Tour de Lombardie - 7e du championnat du monde sur route - 9e de Paris-Nice - 2008 - Champion olympique de la course en ligne - 2eb étape du Tour des Asturies (contre-la-montre) - 6e du Tour de France - 6e du contre-la-montre des Jeux olympiques - 7e de la Classique de Saint-Sébastien - 2009 - GP Llodio - 2e du Tour du Pays basque - 2e du Tour d'Espagne - 2e du Tour de Lombardie - 4e de la Flèche wallonne - 4e du championnat du monde sur route - 9e du Tour de Catalogne - 10e de Liège-Bastogne-Liège | - 2010 - 4e étape du Tour du Pays basque - Klasika Primavera - Tour de Burgos : - Classement général - 2e et 5e étapes - 3e du Tour de Chihuahua - 2e du Tour de France, - 4e de Paris-Nice - 6e du Grand Prix cycliste de Montréal - 6e du Tour de Lombardie - 7e du Tour du Pays basque - 9e de la Classique de Saint-Sébastien - 2011 - Grand Prix Miguel Indurain - 4e étape du Tour du Pays basque - Tour de France : - Classement de la montagne - 12e étape - 1re étape du Tour de Burgos - 3e de la Flèche wallonne - 5e du Tour de France, - 5e de Paris-Nice - 6e du Tour du Pays basque - 7e de la Classique de Saint-Sébastien - 10e de Liège-Bastogne-Liège - 2012 - 6e étape du Tour de Catalogne - Tour du Pays basque : - Classement général - 3e et 6e (contre-la-montre) étapes - 2e du Tour de Catalogne - 2e du Tour de Lombardie - 7e de l'Amstel Gold Race - 7e de Liège-Bastogne-Liège - 2013 - 7e étape du Critérium du Dauphiné - 8e du Tour d'Espagne - 9e du Critérium du Dauphiné - 2014 - 5e du Tour de Lombardie - 6e du Tour d'Espagne - 2015 - 3e étape du Critérium du Dauphiné (contre-la-montre par équipes) - 9e étape du Tour de France (contre-la-montre par équipes) - 1re étape du Tour d'Espagne (contre-la-montre par équipes) - 2e du Tour de Yorkshire - 2016 - 4e étape du Tour du Pays basque - 4e de Liège-Bastogne-Liège - 6e du Tour du Pays basque - 6e de la Flèche wallonne - 2017 - 2e étape du Tour de Catalogne (contre-la-montre par équipes) |  |

### Résultats sur les grands tours

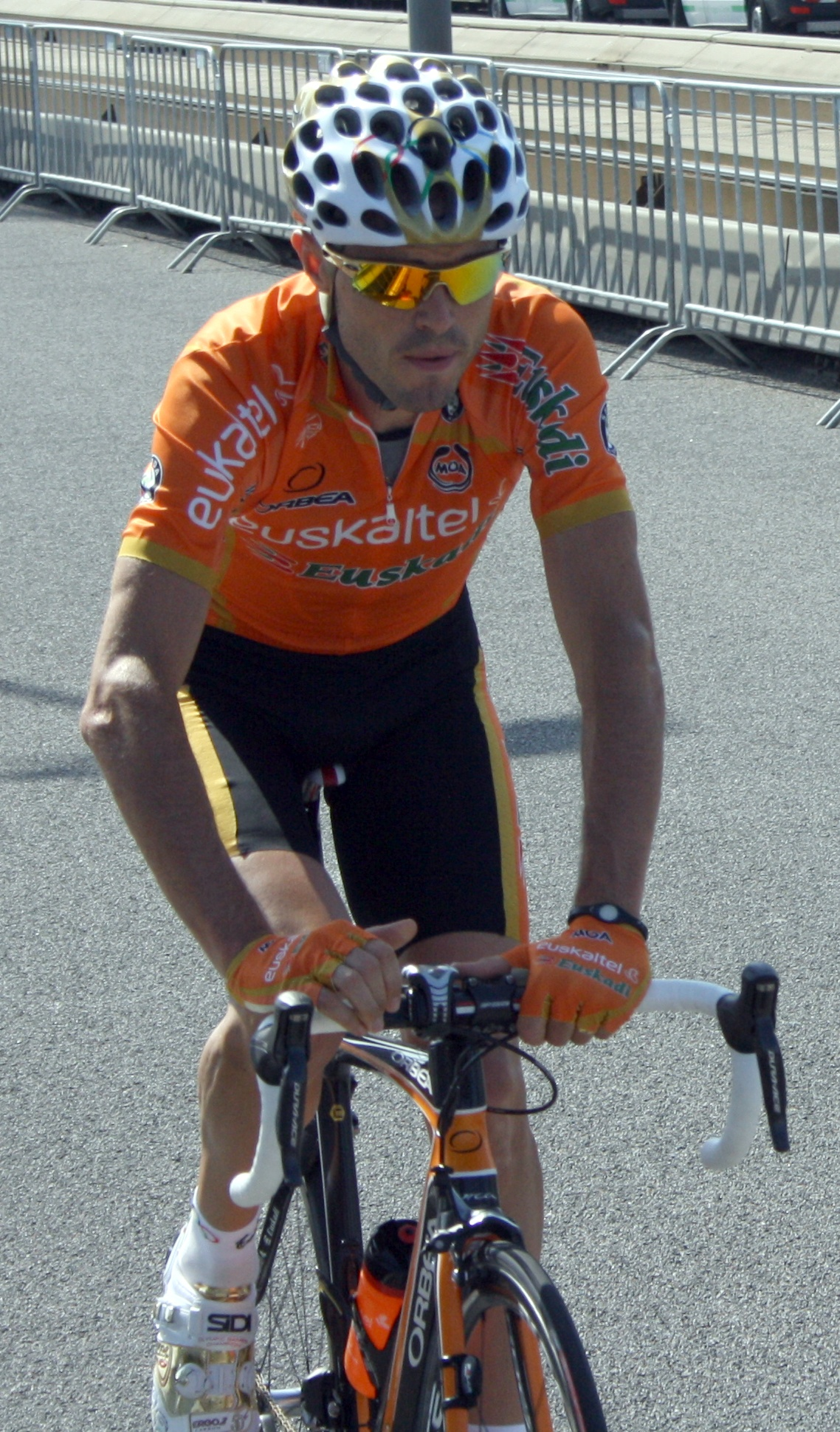
Samuel Sánchez en Tour de France 2010.

#### Tour de France
7 participations
- 2002 : hors délais (12e étape)
- 2003 : hors délais (8e étape)
- 2008 : 6e
- 2010 : 2e[n 5],[11]
- 2011 : 5e[n 6],[14], du classement de la montagne, vainqueur de la 12e étape
- 2012 : abandon (8e étape)
- 2015 : 12e, vainqueur de la 9e étape (contre-la-montre par équipes)

#### Tour d'Italie
3 participations
- 2005 : 17e
- 2013 : 12e
- 2014 : 24e

#### Tour d'Espagne
9 participations
- 2004 : 15e
- 2005 : 10e, vainqueur de la 13e étape
- 2006 : 7e, vainqueur de la 13e étape
- 2007 : 3e, vainqueur des 15e, 19e et 20e (contre-la-montre) étapes
- 2009 : 2e
- 2013 : 8e
- 2014 : 6e
- 2015 : abandon (14e étape), vainqueur de la 1re étape (contre-la-montre par équipes)
- 2016 : non-partant (20e étape)

### Classements mondiaux
Jusqu'en 2004, le classement UCI concerne tous les coureurs ayant obtenu des points lors de courses du calendrier international de l'Union cycliste internationale (324 courses en 2004). En 2005, l'UCI ProTour et les circuits continentaux sont créés, ayant chacun leur classement. De 2005 à 2008, le classement de l'UCI ProTour classe les coureurs membres d'équipes ProTour en fonction des points qu'ils ont obtenus lors des courses du calendrier UCI ProTour, soit 28 courses en 2005, 27 en 2006, 26 en 2007. En 2008, le calendrier du ProTour est réduit à 15 courses en raison du conflit entre l'UCI et les organisateurs de plusieurs courses majeures. Les trois grands tours, Paris-Roubaix, la Flèche wallonne, Liège-Bastogne-Liège, le Tour de Lombardie, Tirreno-Adriatico et Paris-Nice ne sont donc pas pris en compte dans le classement ProTour 2008. En 2009 et 2010, un « classement mondial UCI » remplace le classement ProTour. Il prend en compte les points inscrits lors des courses ProTour et des courses qui n'en font plus partie, regroupées dans un « calendrier historique », soit au total 24 courses en 2009 et 26 en 2010. Ce nouveau classement prend en compte les coureurs des équipes continentales professionnelles. En 2011, l'UCI ProTour devient l'UCI World Tour et reprend dans son calendrier les courses qui l'avaient quitté en 2008. Il comprend 27 courses en 2011.
Samuel Sánchez apparaît pour la première fois au classement UCI en 2000. Il obtient sa meilleure place en 2006 : 2e du classement UCI ProTour.
| Année                  | 2000 | 2001   | 2002 | 2003 | 2004 | 2005 | 2006 | 2007 | 2008 | 2009 | 2010 | 2011 | 2012 | 2013 | 2014 | 2015 |
| ---------------------- | ---- | ------ | ---- | ---- | ---- | ---- | ---- | ---- | ---- | ---- | ---- | ---- | ---- | ---- | ---- | ---- |
| Classement UCI         | 506e | 1 329e | 277e | 68e  | 50e  |      |      |      |      |      |      |      |      |      |      |      |
| Classement ProTour     |      |        |      |      |      | 55e  | 2e   | 9e   | 84e  |      |      |      |      |      |      |      |
| Calendrier mondial UCI |      |        |      |      |      |      |      |      |      | 3e   | 8e   |      |      |      |      |      |
| UCI World Tour         |      |        |      |      |      |      |      |      |      |      |      | 6e   | 9e   | 46e  | 43e  | 105e |